# Scarrington
Scarrington – wieś i civil parish w Anglii, w Nottinghamshire, w dystrykcie Rushcliffe. W 2011 civil parish liczyła 183 mieszkańców. Scarrington jest wspomniana w Domesday Book (1086) jako Scarintone.